# HOLOSTARS 1st ACT 「JOURNEY to FIND STARS!!」Supported By Bushiroad
「HOLOSTARS 1st ACT 「JOURNEY to FIND STARS!!」Supported By Bushiroad」（ホロスターズ ファースト アクト ジャーニー トゥー ファインド スターズ サポーテッド バイ ブシロード）は、2021年12月26日の18時から日本・八王子市民会館にて行われた、男性バーチャルYouTuberグループ・ホロスターズの1回目の全体ライブ。2021年10月24日に同グループの所属タレント・花咲みやび、律可、アルランディス、岸堂天真が同グループの公式YouTubeチャンネルにて行った動画配信「【重大告知あり！】ホロスタ3Dすごろく開催！【＃ホロスタすごろく】」にて開催が発表された。

## 主催・特別協賛・制作協力
- 主催 - カバー株式会社、hololive production、HOLOSTARS[1]
- 特別協賛 - 株式会社ブシロード[1]
- 制作協力 - 株式会社LATEGRA、株式会社LIVE FORWARD、株式会社キョードー東京[1]

## 出演タレント
出演タレントは、花咲みやび、奏手イヅル、アルランディス、律可、アステル・レダ、岸堂天真、夕刻ロベル、影山シエン、荒咬オウガの9名で、全員がアイドル衣装を着て出演した。

## セットリスト
セットリストの出典：
16曲目の「JOURNEY to FIND STARS」は、本公演にて初めて披露された新曲である。
1. 「Just Follow Stars」（出演タレント全員）
  - MC1（出演タレント全員）
2. 「旅は道連れ」（花咲みやび、奏手イヅル、夕刻ロベル）
3. 「GO!!!」（岸堂天真）
4. 「Silent Night Requiem」（荒咬オウガ）
  - MC2（律可、アステル・レダ、岸堂天真）
5. 「88」（アルランディス、アステル・レダ、影山シエン）
6. 「Henceforth」（律可、荒咬オウガ、岸堂天真）
7. 「BEGINNING」（影山シエン）
8. 「かつて天才だった俺たちへ」（アルランディス）
9. 「セカイはまだ始まってすらいない」（奏手イヅル）
  - MC3（奏手イヅル、アルランディス、影山シエン）
10. 「Magic Word Orchestra」（花咲みやび、奏手イヅル、アステル・レダ、岸堂天真）
11. 「Pentas」（アルランディス、律可、夕刻ロベル、影山シエン、荒咬オウガ）
  - MC4（花咲みやび、夕刻ロベル、荒咬オウガ）
12. 「POP-TALK」（夕刻ロベル）
13. 「星の唄」（花咲みやび）
  - MC5（アルランディス、律可、アステル・レダ）
14. 「ホシアイ」（律可）
15. 「未来銀河と汽笛のメロディー」（アステル・レダ）
16. 「JOURNEY to FIND STARS」（出演タレント全員）
17. 「Blessing」（出演タレント全員）

## 楽曲「JOURNEY to FIND STARS」
「JOURNEY to FIND STARS」（ジャーニー トゥー ファインド スターズ）は、本公演のために書き下ろされ、2021年12月27日に音楽配信が行われた、HOLOSTARSの楽曲。作詞は松井洋平、作曲は本多友紀（Arte Refact）、編曲は河合泰志（Arte Refact）が手がけた。
| 全作詞: 松井洋平、全作曲: 本多友紀（Arte Refact）、全編曲: 河合泰志（Arte Refact）。 |                                         |          |                         |      |
| #                                                                                    | タイトル                                | 作詞     | 作曲・編曲              | 時間 |
| 1.                                                                                   | 「JOURNEY to FIND STARS」               | 松井洋平 | 本多友紀（Arte Refact） | 4:12 |
| 2.                                                                                   | 「JOURNEY to FIND STARS」(Instrumental) | 松井洋平 | 本多友紀（Arte Refact） | 4:12 |
| 合計時間:                                                                            | 合計時間:                               | 8:24     |                         |      |

## Blu-ray Disc
『HOLOSTARS 1st ACT 「JOURNEY to FIND STARS!!」』（ホロスターズ ファースト アクト ジャーニー トゥー ファインド スターズ）は、株式会社ブシロードミュージックから2022年8月31日に発売された、本公演の模様を収録したBlu-ray Disc。2022年6月26日に行われたホロスターズのイベント「HOLOSTARS 3RISE SUPER FAN MEETING 〜FLAGSHIP～」にて発売が発表された。初週1,360枚として、音楽チャート・オリコンチャートによる2022年09月12日付の週間 Blu-rayランキングにて16位、週間 ミュージックBlu-rayランキングにて5位、週間 ミュージックDVD・Blu-rayランキングにて7位を記録した。